# Llista de peixos de Nou Mèxic

Localització de Nou Mèxic als Estats Units

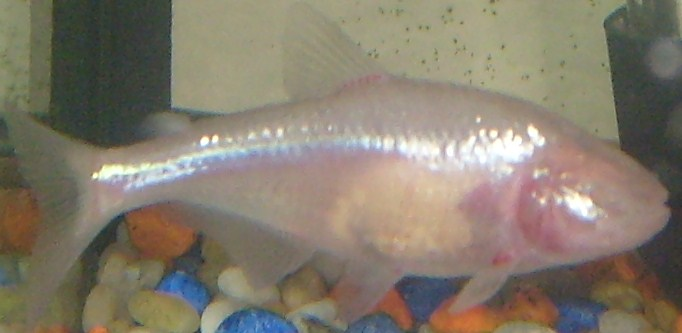
Tetra mexicà (Astyanax mexicanus)

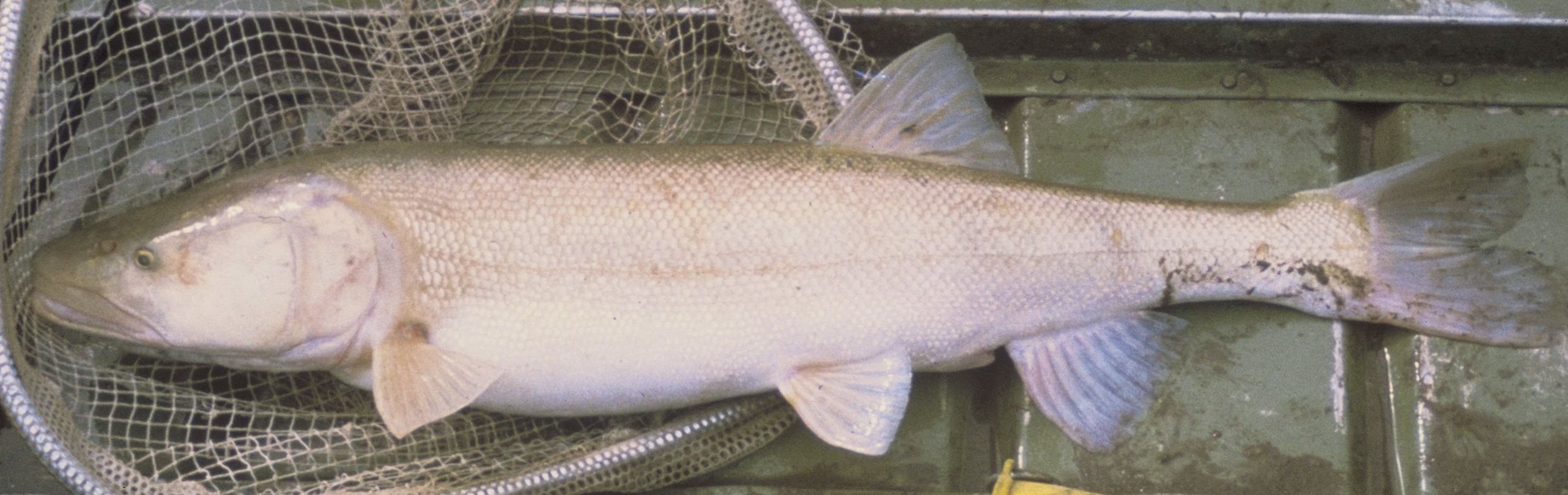
Ptychocheilus lucius

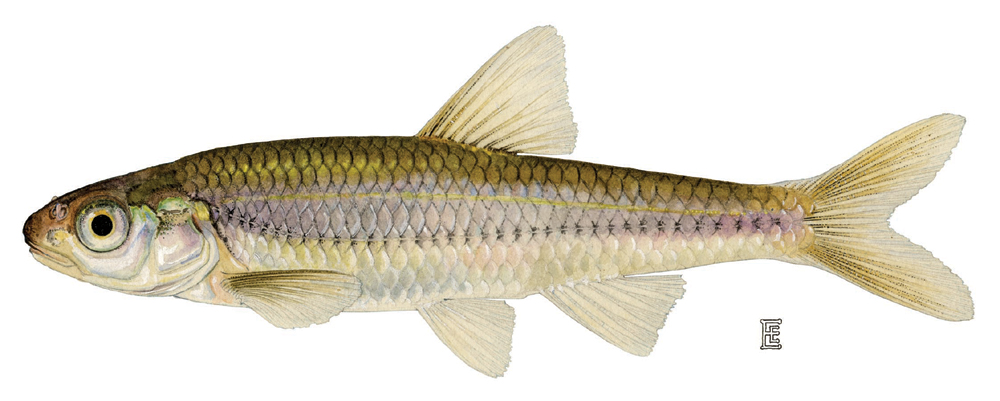
Notropis stramineus

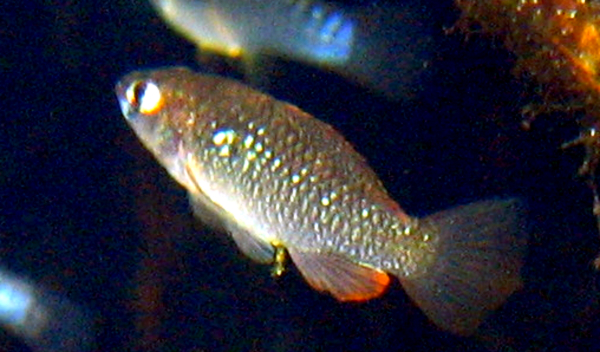
Lucania parva

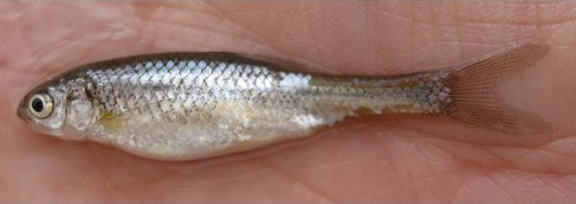
Hybognathus amarus

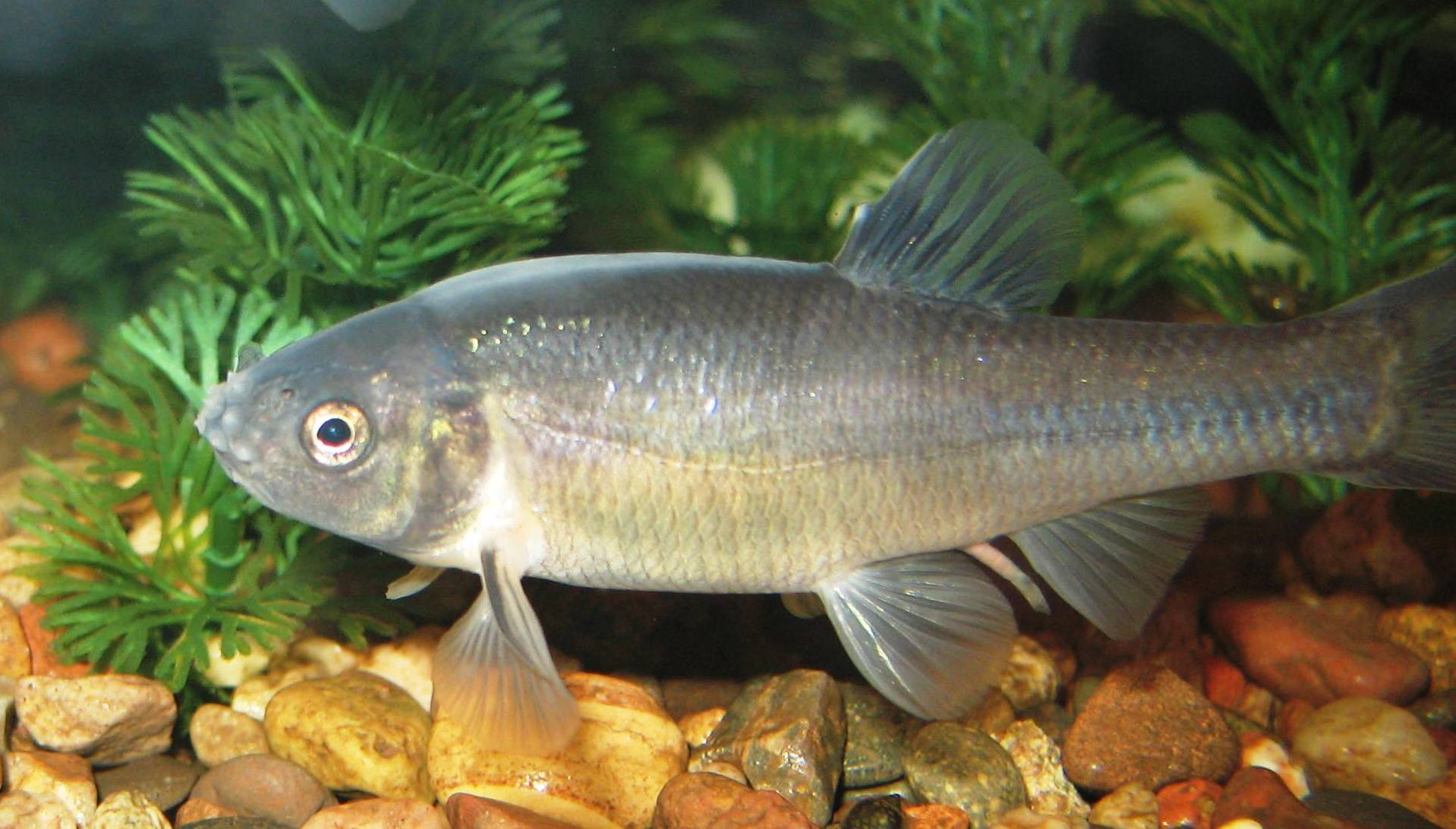
Pimephales promelas

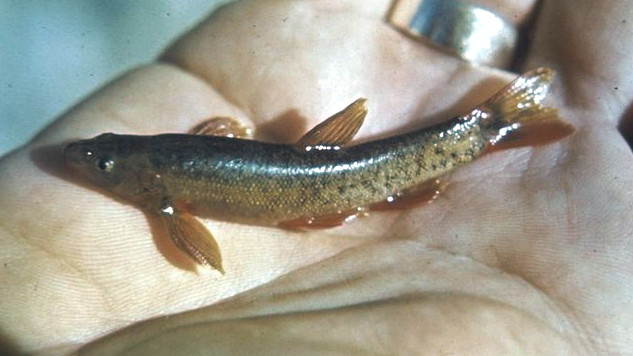
Rhinichthys cobitis

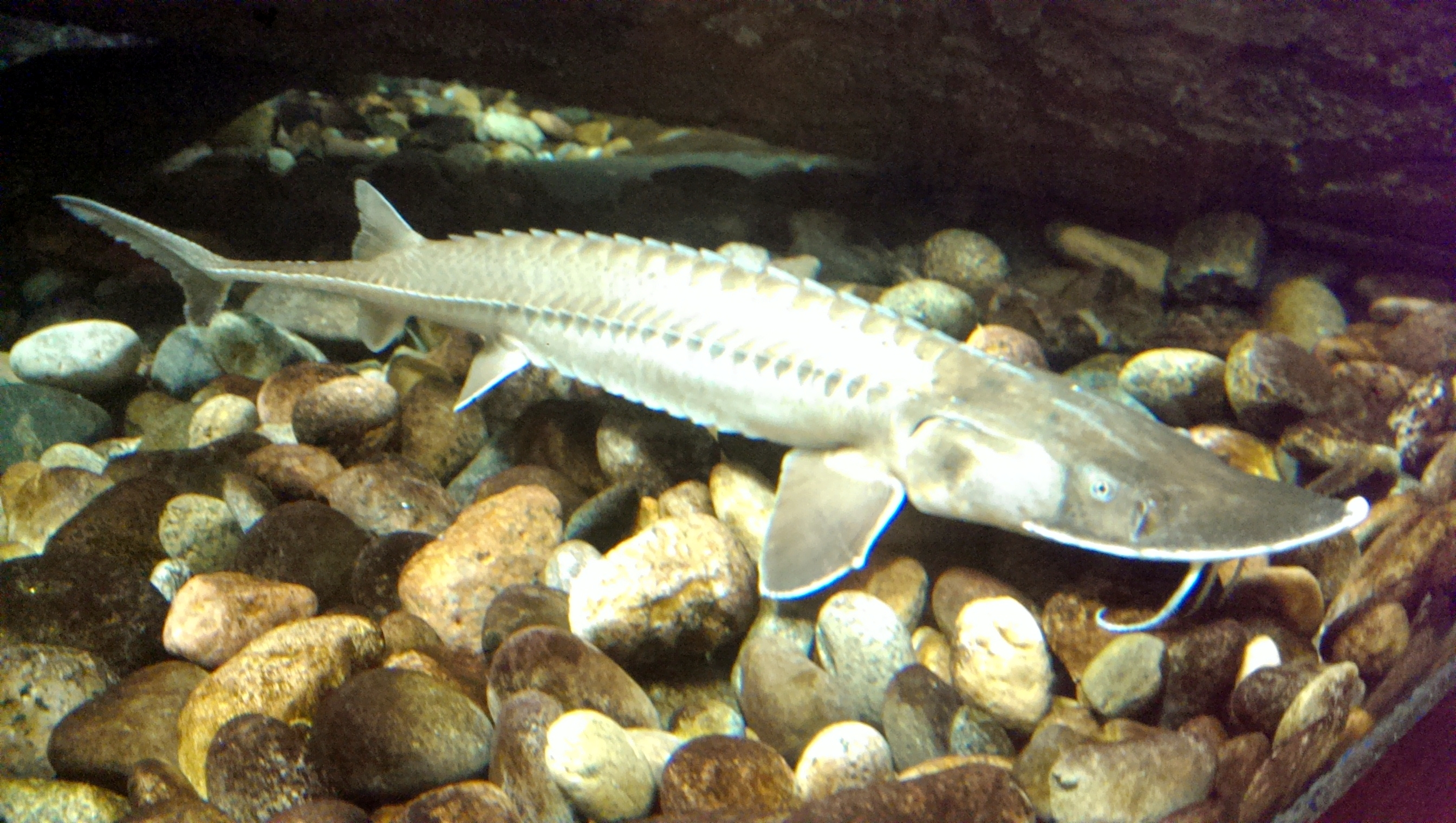
Scaphirhynchus platorynchus

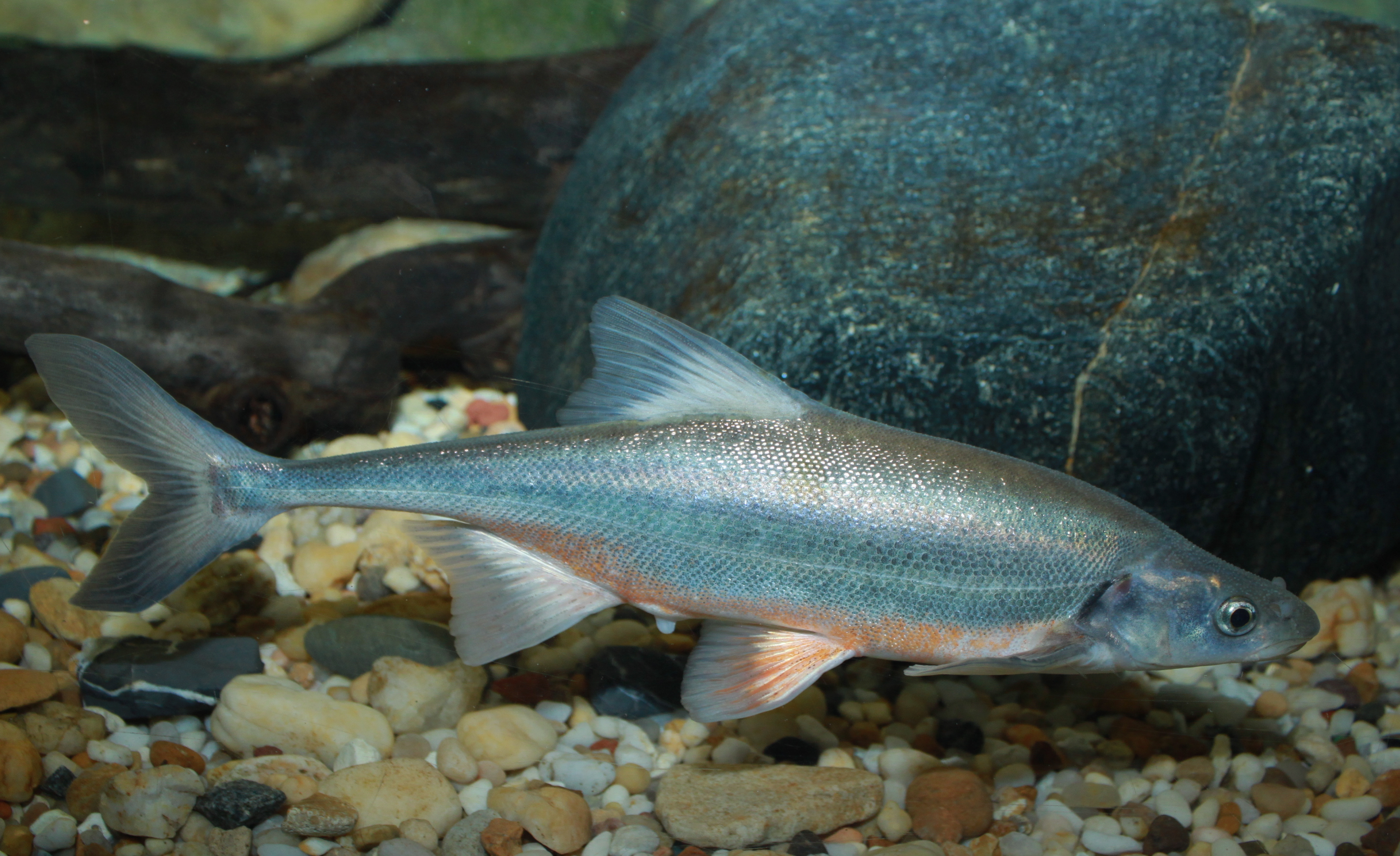
Gila elegans

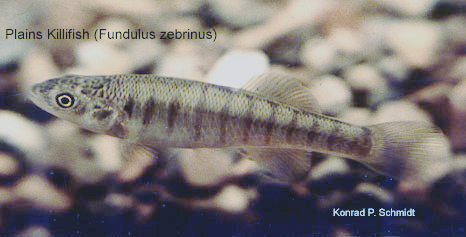
Fundulus zebrinus

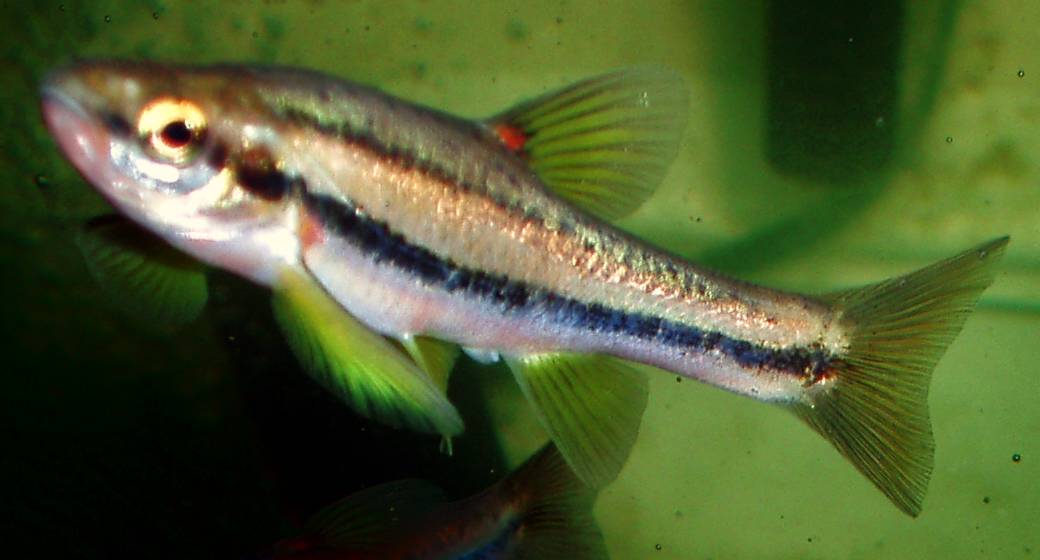
Chrosomus erythrogaster

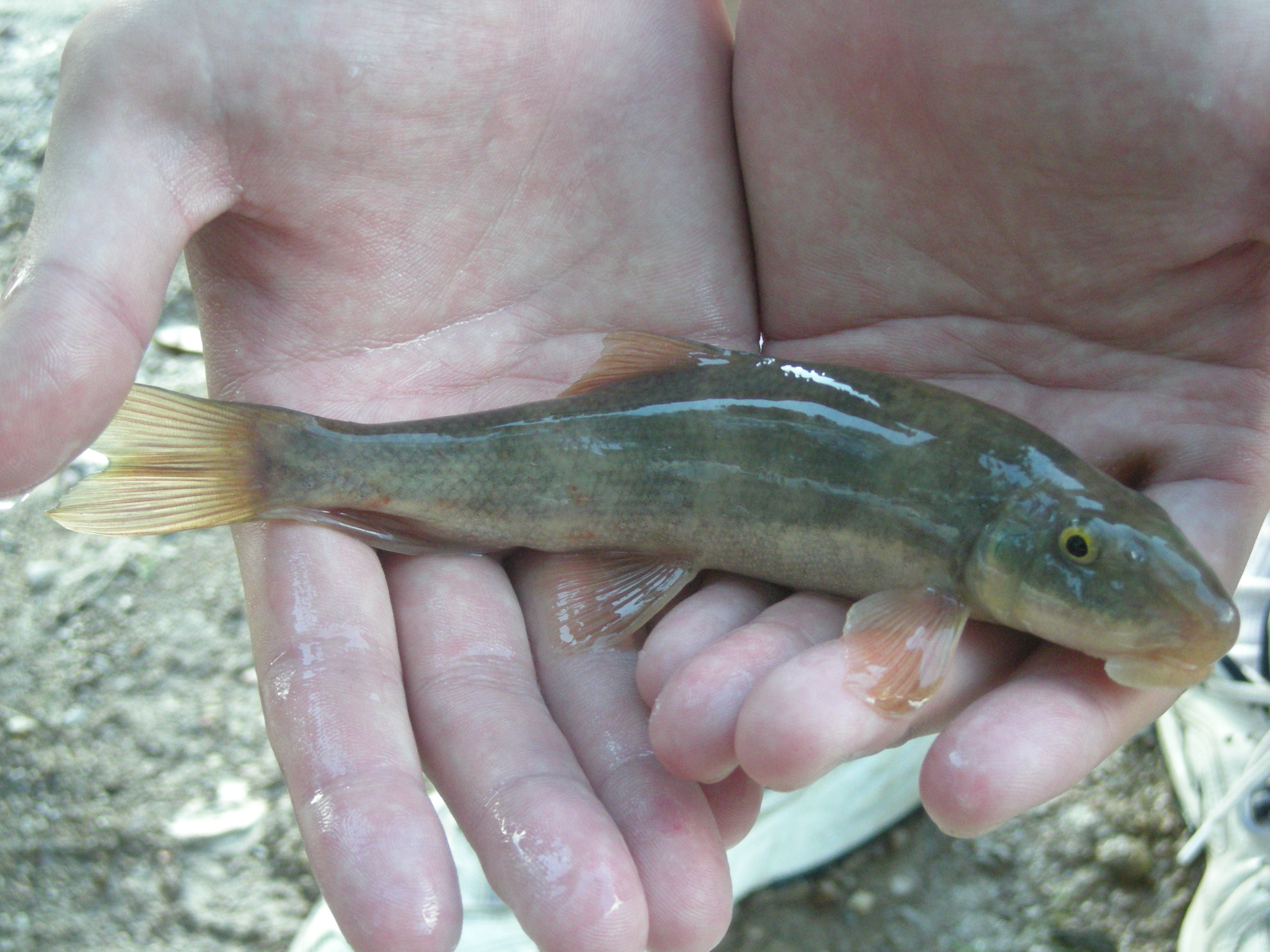
Catostomus clarkii

Aquesta llista de peixos de Nou Mèxic inclou 60 espècies de peixos que es poden trobar actualment a Nou Mèxic (Estats Units) ordenades per l'ordre alfabètic de llurs noms científics.

## A
- Agosia chrysogaster
- Astyanax mexicanus

## C
- Catostomus clarkii
- Catostomus commersonii
- Catostomus discobolus[1]
- Catostomus insignis
- Catostomus plebeius[2]
- Chrosomus erythrogaster
- Culaea inconstans
- Cycleptus elongatus
- Cyprinella formosa
- Cyprinella lutrensis
- Cyprinodon pecosensis
- Cyprinodon tularosa[3]

## D
- Dionda episcopa[4]

## E
- Esox lucius
- Etheostoma lepidum

## F
- Fundulus kansae
- Fundulus zebrinus

## G
- Gambusia nobilis
- Gila elegans
- Gila intermedia
- Gila nigra
- Gila nigrescens
- Gila pandora
- Gila robusta

## H
- Hybognathus amarus
- Hybognathus nuchalis
- Hybognathus placitus

## I
- Ictalurus furcatus
- Ictalurus lupus
- Ictiobus bubalus
- Ictiobus niger

## L
- Lepisosteus osseus
- Lepomis gulosus
- Lucania parva

## M
- Macrhybopsis aestivalis
- Meda fulgida
- Menidia beryllina
- Morone chrysops
- Morone saxatilis
- Moxostoma congestum[5]

## N
- Notropis amabilis
- Notropis girardi
- Notropis jemezanus
- Notropis orca
- Notropis simus
- Notropis stramineus

## O
- Oncorhynchus gilae[6][7]

## P
- Perca flavescens
- Percina macrolepida
- Phenacobius mirabilis
- Pimephales promelas
- Pimephales vigilax
- Platygobio gracilis
- Poeciliopsis occidentalis
- Ptychocheilus lucius

## R
- Rhinichthys cobitis[8]
- Rhinichthys osculus

## S
- Scaphirhynchus platorynchus[9]